# Serravalle di Chienti
Serravalle di Chienti é uma comuna italiana da região dos Marche, província de Macerata, com cerca de 1.154 habitantes. Estende-se por uma área de 96 km², tendo uma densidade populacional de 12 hab/km². Faz fronteira com Camerino, Fiuminata, Foligno (PG), Monte Cavallo, Muccia, Nocera Umbra (PG), Pieve Torina, Sefro, Visso.

## Demografia
| Variação demográfica do município entre 1861 e 2011                               |
|                                                                                   |
| Fonte: Istituto Nazionale di Statistica (ISTAT) - Elaboração gráfica da Wikipedia |